# Шейхлар (Черноморский район)
Шейхла́р (укр. Шейхлар, крымскотат. Şeyhler, Шейхлер) — исчезнувшее село в Черноморском районе Республики Крым, включённое в состав Черноморского. Сейчас часть посёлка в балке на юго-восточной окраине.

### Динамика численности населения
- 1806 год — 6 чел.[5]
- 1864 год — 591 чел.[6][7]
- 1889 год — 531 чел.[8]
- 1900 год — 330 чел.[9]
- 1915 год — 833/280 чел.[10][11]

## История
Первое документальное упоминание сёл встречается в Камеральном Описании Крыма… 1784 года, судя по которому, в последний период Крымского ханства Шеих-джелар входил в Тарханский кадылык Козловскаго каймаканства. После присоединения Крыма к России (8) 19 апреля 1783 года, (8) 19 февраля 1784 года, именным указом Екатерины II сенату, на территории бывшего Крымского ханства была образована Таврическая область и деревня была приписана к Евпаторийскому уезду. С началом Русско-турецкой войной 1787—1791 годов, весной 1788 года производилось выселение крымских татар из прибрежных селений во внутренние районы полуострова, в том числе и из Шейхлара. В конце войны, 14 августа 1791 года всем было разрешено вернуться на место прежнего жительства. После павловских реформ, с 1796 по 1802 год входила в Акмечетский уезд Новороссийской губернии. По новому административному делению, после создания 8 (20) октября 1802 года Таврической губернии, Шейхлар был включён в состав Яшпетской волости Евпаторийского уезда.
По Ведомости о волостях и селениях, в Евпаторийском уезде с показанием числа дворов и душ… от 19 апреля 1806 года, при разорённой деревне Шейхлар числился 1 двор и 6 жителей из вольных греков. На военно-топографической карте генерал-майора Мухина 1817 года деревня Елыхарызлар обозначена пустующей, не числится Шейхлар и в «Ведомости о казённых волостях Таврической губернии 1829 года». На карте 1836 года в деревне 14 дворов, а на карте 1842 года обозначены русская деревня Шейхлар, с 20 дворами и татарская, обозначенная условным знаком «малая деревня», то есть, менее 5 дворов.
В 1860-х годах, после земской реформы Александра II, деревню приписали к Курман-Аджинской волости. В «Списке населённых мест Таврической губернии по сведениям 1864 года», составленном по результатам VIII ревизии 1864 года, Шейхлар записан вместе с Ак-Мечетью, как владельческое русское местечко, с 85 дворами, 591 жителем в обеих. На трехверстовой карте 1865—1876 года в русской деревне Шейхлар 82 двора. В «Памятной книге Таврической губернии 1889 года», по результатам Х ревизии 1887 года, в деревне Шейхлар числился 81 двор и 531 житель. В «…Памятной книжке Таврической губернии на 1892 год» Шейхлар не записан.
Земская реформа 1890-х годов в Евпаторийском уезде прошла позже остальных, в результате Шейхлар приписали к Кунанской волости.
По «…Памятной книжке Таврической губернии на 1900 год» в селе числилось 330 жителей в 55 дворах. По Статистическому справочнику Таврической губернии. Ч.II-я. Статистический очерк, выпуск пятый Евпаторийский уезд, 1915 год, в селе Шейхлар Кунанской волости Евпаторийского уезда числилось 139 дворов (все дворы безземельные) с русским населением в количестве 833 человек приписных жителей и 280 — «посторонних», из которых 565 мужчин и 548 женщин. Жители землёй не владели, в хозяйствах имелось 360 лошадей, 120 волов, 97 коров и 2400 голов мелкого скота. Видимо, в послереволюционное время село вошло в состав к Ак-Мечети (документальных свидетельств этому пока нет), поскольку в Списке населённых пунктов Крымской АССР по Всесоюзной переписи 17 декабря 1926 года оно, как самостоятельное, уже не числится, но обозначено отдельным населённым пунктом на карте Крымского статистического управления 1926 года и на двухкилометровке РККА 1942 года.